# Odontopyge kakandae
Odontopyge kakandae är en mångfotingart som beskrevs av Kraus 1958. Odontopyge kakandae ingår i släktet Odontopyge och familjen Odontopygidae. Inga underarter finns listade i Catalogue of Life.